# Palicourea dorantha
Palicourea dorantha är en måreväxtart som beskrevs av Herbert Fuller Wernham. Palicourea dorantha ingår i släktet Palicourea och familjen måreväxter. Inga underarter finns listade i Catalogue of Life.